# Fadhel Jaziri
Pour les articles homonymes, voir Jaziri.
 (11 août 2025).
Le texte peut changer fréquemment, n’est peut-être pas à jour et peut manquer de recul. N’hésitez pas à participer, en veillant à citer vos sources.
Fadhel Jaziri (arabe : فاضل الجزيري), né en 1948 à Tunis et mort le 11 août 2025, est un acteur et réalisateur tunisien.

## Biographie
Fadhel Jaziri naît au sein d'une famille de la petite bourgeoisie de la médina de Tunis connue dans la fabrication des chéchias ; son père est un libraire connu à Bab Souika et gérant du café Ramsès et de l'hôtel Zitouna, lieux de rencontre d'hommes politiques, d'écrivains, d'hommes de théâtre et de musiciens. Ce cadre permet au jeune Jaziri de développer sa passion pour la culture et le théâtre. Il effectue ses études secondaires au Collège Sadiki, où il fait partie d'une troupe théâtrale scolaire comprenant notamment le futur ministre de la culture Abderraouf El Basti et l'acteur Raouf Ben Amor. Sous la direction de Mohsen Ben Abdallah, Fadhel Jaziri a le privilège d'être l'un des élèves de Zoubeir Turki en dessin et Ahmed Larbi en langue arabe.
Déjà élève, il participe aux manifestations de 1968 et aux grèves estudiantines à la faculté des lettres et des sciences humaines de Tunis, où il prend la parole dans l'un des amphithéâtres pour exprimer son soutien comme représentant du comité des élèves. En 1969, il intègre la faculté en section de philosophie mais se voit renvoyé rapidement en raison de ses prises de position.
Ses premières activités théâtrales commencent à la Maison de la culture Ibn-Khaldoun où il participe en tant que figurant à la pièce Mourad III d'Aly Ben Ayed et Habib Boularès. Il bénéficie par la suite d'une bourse d'études à Londres, accompagné par Hédi Guella, Raouf Ben Amor et Ridha Ben Sliman. De retour en Tunisie, il participe en 1972 à la fondation du Théâtre du Sud de Gafsa, avec Fadhel Jaïbi, Jalila Baccar, Raja Farhat et Mohamed Driss, qui réalise la pièce Jha wal charq al Hair. En 1976, il fonde avec Fadhel Jaïbi et Habib Masrouki le Nouveau Théâtre de Tunis et produisent La Noce, Ghassalet Ennouader, Arab et El Karita, avec une troupe théâtrale amateur comprenant Lamine Nahdi, Kamel Touati, Abdelhamid Guayas et Tawfik Bahri.
Au cinéma, Jaziri joue en 1973 dans Sejnane d'Abdellatif Ben Ammar, en 1976 dans Le Messie de Roberto Rossellini et en 1982 dans Traversées de Mahmoud Ben Mahmoud. En 2007, il réalise le film Thalathoun (Trente).
En 2006, Fadhel Jaziri est décoré des insignes de commandeur de l'Ordre du mérite culturel tunisien.
En 2016, Fadhel Jaziri réalise Éclipses (Khousouf) avec en têtes d’affiche Ali Jaziri et Yasmine Bouabid.
Il met en scène plusieurs de ses spectacles accompagné de Samir Agrebi, dont Nouba (1991), Hadhra (qui reste l'un de ses plus grands succès à ce jour), Noujoum (1992) et plus récemment Ezzaza et Hadhra 2010.
Membre de la commission économique et sociale de Nidaa Tounes, il annonce sa démission du parti le 15 janvier 2016.
Fadhel Jaziri meurt le 11 août 2025 après une longue maladie.